# Tiếng Anh Học
Tiếng Anh Học (Learning English), trước đây được gọi là Tiếng Anh Đặc biệt (Special English), là một phiên bản ngôn ngữ tự nhiên bị kiểm soát của tiếng Anh được sử dụng lần đầu tiên vào ngày 19 tháng 10 năm 1959, và vẫn được trình chiếu hàng ngày bởi đài phát thanh truyền hình Hoa Kỳ VOA. Các tin tức thế giới và các chương trình khác được đọc chậm hơn một phần ba so với tiếng Anh VOA thông thường. Người nói tránh các thành ngữ và sử dụng vốn từ vựng cốt lõi khoảng 1500 từ, cùng với bất kỳ thuật ngữ nào cần thiết để giải thích một câu chuyện. Đối tượng dự kiến là những người học tiếng Anh từ trung cấp đến nâng cao. Năm 1962, đài VOA xuất bản ấn bản đầu tiên của Word Book (Sách Từ vựng).
VOA đã hợp tác với Đại học Oregon và tổ chức chương trình đào tạo trực tuyến miễn phí Let’s Teach English (Cùng Dạy Tiếng Anh) cho các nhà sư phạm tiếng Anh. Bộ sách dựa trên trang Women Teaching Women English (Phụ nữ Dạy Tiếng Anh cho Phụ nữ) và nó dành cho người lớn ở trình độ sơ cấp.